# Mukti Karya (Muara Lakitan)
Mukti Karya is een bestuurslaag in het regentschap Musi Rawas van de provincie Zuid-Sumatra, Indonesië. Mukti Karya telt 189 inwoners (volkstelling 2010).